# Білі шоломи
Сирійська цивільна оборона (араб. الدفاع المدني السوري‎), більш відома як Білі шоломи, або Білі каски (араб. الخوذ البيضاء ,القبعات البيضاء) — неурядова волонтерська організація, яка діє у Сирії на територіях, підконтрольних сирійській опозиції. Створена під час громадянської війни у Сирії, організація налічує понад 3000 волонтерів, які надають допомогу цивільному населенню, постраждалому від наслідків військових дій. Основною діяльністю волонтерів є надання медичної допомоги, рятування людей з-під завалів, боротьба з пожежами, евакуація цивільних з зон активних бойових дій. 2016 року Білі шоломи стали лауреатом премії «За правильний спосіб життя».
Станом на липень 2018 року волонтерами було врятовано більш ніж 114 000 життів. 204 добровольця були вбиті в ході рятівних операцій.
На офіційне прохання США, Канади та європейських країн Ізраїль завершив гуманітарну операцію з порятунку членів сирійської громадянської організації «Білі шоломи» і їх сімей. Вони були евакуйовані з зони бойових дій в сусідню країну. У ніч на 22 липня через Ізраїль до Йорданії були вивезені близько 800 волонтерів.